# گلاتیرامر استات

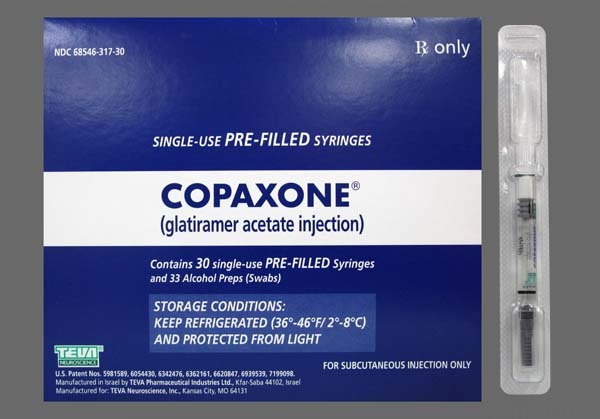
سرنگ و جعبه کوپاکسون نمایی از آمپول گلاتیرامر استات

گلاتیرامر استات (انگلیسی: Glatiramer acetate) (نام‌های دیگر: Copolymer 1، Cop-1، Copaxone) یک داروی «ایمونومدولاتور» (تعدیل‌کننده سیستم ایمنی بدن) است که برای درمان بیماری ام‌اس استفاده می‌شود. این دارو برای کاهش دفعات عود بیماری و نه کندسازی روند پیشرفت بیماری، در ایالات متحده تأیید شده‌است.
گلاتیرامر استات به صورت تزریق زیرجلدی تجویز می‌شود.